# Həmyəli (Şamaxı)
Həmyə è un comune dell'Azerbaigian situato nel distretto di Şamaxı. Conta una popolazione di 1.102 abitanti.